# Магдалена Кахіас
Марія Магдалена Кахіас де ла Вега (ісп. María Magdalena Cajías de la Vega; нар. 8 жовтня 1957, Ла-Пас) — болівійська історикиня і політикиня, яка обіймала посаду міністра освіти у 2007—2008 роках і відіграла важливу роль у ліквідації неписьменності в країні.
Більшу частину своєї педагогічної кар'єри Кахіас викладала історію у Вищому університеті Сан-Андрес, а також обіймала низку консультаційних посад у міжурядових організаціях та державних органах. Вона є автором безлічі історичних праць, присвячених історії жінок і праці.
2006 року призначена консультанткою Міністерства при президенті, а наступного року очолила Міністерство освіти. Після повернення в академічну сферу після міністерського терміну повернулася до державного управління як генеральний консул в Сантьяго, де пропрацювала з 2014 по 2019 рік. 2021 року призначена членкою редакційної колегії Болівійської двохсотрічної бібліотеки.

## Біографія
Народилася 8 жовтня 1957 року у Ла-Пасі, шостою з десяти дітей знаної в академічних колах родини Кахіас: журналіста та засновника-керівника провідного видання другої половини XX століття Presencia Уаскара Кахіаса та Беатріс де ла Вега. З п'яти сестер і чотирьох братів більшість вибрали академічну кар'єру, ставши письменниками, істориками та педагогами. Її старші брат і сестра Фернандо і Лупе Кахіаси також обіймали державні посади. Фернандо обіймав посаду префекта Ла-Паса, а Лупе була головною антикорупційною співробітницею за часів адміністрації Карлоса Меси.
Як й інші її суродженці, Кахіас навчалася в Німецькій школі імені Маршала Брауна, де закінчила початкову та середню школу. Після цього навчалася у Вищому університеті Сан-Андреса, де 1984 року здобула ступінь бакалавра з історії на факультеті гуманітарних наук. 1987 року здобула ступінь магістра з історії Анд на Латиноамериканському факультеті соціальних наук у Кіто, Еквадор, а 2011 року здобула ступінь доктора суспільних наук у мексиканському коледжі Мічоакан. У той період Кахіас також проходила магістерські курси з кількох галузей, зокрема творче письмо університеті Сан-Андерса, політологію у FLACSO-Ла-Пас та кіномистецтво в Школі кіно та аудіовізуальних мистецтв Ла-Паса.
Викладала курси сучасної історії на факультеті гуманітарних наук Університету Міністерства юстиції США з 1980-х років. Була одним із засновників і дослідницею Болівійського інституту досліджень, а також перебувала в інших академічних організаціях, як-от Болівійська академія історії та координаторка Асоціації дослідників історії. Поза академічними колами Кахіас обіймала численні посади консультанта, наприклад, для Організації ібероамериканських держав та для держав-учасниць Угоди Андреса Белло. Між 1991 і 1994 рокам була постійним консультантом Управління координації з неурядовими організаціями Міністерства фінансів, й очолювала управління у 1994—1998 роках.

## Політична кар'єра
З приходом Ево Моралеса на посаду у 2006 році, обіймала посаду постійного радника та консультанта з питань історії для Міністерства президентства протягом року, а потім підвищена до голови Міністерства освіти після усунення попередника Моралесом Віктора Касереса. Попри довіру Моралеса до управлінських здібностей Кахіас, її обрання зіткнулося з опором з боку деяких урядових секторів. По-перше, вона не була активною учасницею партії Моралеса Руху до соціалізму. Однак, що важливіше, призначення університетського викладача викликало суперечки серед профспілок сільських і міських вчителів. З огляду на історичну недовіру та суперництво між цими двома секторами, профспілки висловили своє невдоволення тим, що на міністерську посаду призначили не когось зі шкільних вчителів.
Протягом року перебування на посаді зосередила свої зусилля на кампанії Моралеса з викорінення неписьменності у всій країні. Національна програма з поширення грамотності «Так, я можу», ініційована 2006 року, була виконана на 50 % вже через шість місяців після вступу Кахіас на посаду. Завдяки фінансуванню та наданню фахівців з боку Куби та Венесуели в рамках АЛБА, а також додаткової допомоги, отриманої від Іспанії на початку 2008 року, за час керівництва Кахіас Міністерством освіти було досягнуто значних успіхів у боротьбі з неграмотністю. У березні 2008 року Оруро став першим департаментом, оголошеним повністю вільним від неписьменності, що дозволило завершити проєкт на 76 %. Санта-Крус став другим департаментом, який виконав мету, у жовтні. Моралес оголосив Болівію повністю вільною від неписьменності у грудні. Однак на той момент Кахіас вже не перебувала при владі: на початку листопада її на посаді міністра несподівано змінив Роберто Агілар. Моралес заявив, що надмірна бюрократизація і відсутність ідеологічної прихильності з боку її співробітників вплинули на управління Кахіас, хоча він все ж таки позитивно відгукнувся про її роботу.
Після завершення свого міністерського терміну Кахіас повернулася до академічної діяльності в Університеті Мічигану, де отримала призначення почесного професора. Вона знову присвятила себе історичним дослідженням, зосередившись на історії гірничої промисловості та робітничих рухів, оформивши свої дослідження в докторську дисертацію, у якій розглянула шахтарське поселення Уануні. Кахіас повернулася до державного управління на запрошення Моралеса, який 2014 року призначив її генеральним консулом у Сантьяго, Чилі. У центрі її уваги був ключовий аспект відносин між Болівією та Чилі — територіальна суперечка за вихід до моря, через яку Болівія понад півстоліття вела судовий позов. Вона обіймала цю посаду до березня 2019 року, залишивши її за кілька місяців після того, як Міжнародний суд виніс рішення проти вимоги Болівії.. 2021 року Кахіас увійшла до складу редакційної колегії «Бібліотеки двохсотріччя» завданням якого є відбір та складання списку найважливіших літературних творів країни.

## Публікації
- Cajías de la Vega, Magdalena; Cajías de la Vega, Fernando (1995). La Historia de Bolivia y la Historia de la Coca (ісп.). Rome: Centro Italiano di Solidarietà.
- ——————————————; Cajías de la Vega, Fernando (1997). Historia y Geografía de Bolivia: Guía del Estudiante (ісп.). Madrid: Editorial Cultural.
- ——————————————; Jiménez Chávez, Iván (1997). Mujeres en las Minas de Bolivia (PDF) (ісп.). La Paz: Ministerio de Desarollo Humano. OCLC 37755448.
- ——————————————; Arze, Silvia; Medinaceli, Ximena (1997). Mujeres en Rebelión: La Presencia Femenina en las Rebeliones de Charcas del Siglo XVIII (PDF) (ісп.). La Paz: Ministerio de Desarrollo Humano. OCLC 38304018.
- —————————————— (2002). Así fue la Revolución: Cincuentenario de la Revolución del 9 de Abril de 1952 (ісп.). La Paz: Fundación Cultural Huáscar Cajías Kauffman. OCLC 51799500.
- —————————————— (2007). ACLO 40 Años: Palabra, Compromiso y Acción con el Campesino (ісп.). Sucre: Fundación Acción Cultural Loyola.
- ——————————————; Adriázola, Paola (2009). La Paz en el Siglo XX (ісп.). La Paz: Santillana Ediciones. OCLC 654779171.
- —————————————— (2010). 50 Años de Radio Nacional Huanuni: Junto a las Luchas de los Trabajadores Mineros (ісп.). La Paz: Instituto de Estudios Bolivianos; ASDI-SAREC; Radio Nacional Huanuni. OCLC 796077897.
- —————————————— (2011). Continuidades y Rupturas: El Proceso Histórico de la Formación Docente Rural y Urbana en Bolivia (ісп.). La Paz: Programa de Investigación Estratégica en Bolivia. ISBN 978-99954-57-01-3.
- —————————————— (2013). El Poder de la Memoria: La Mina de Huanuni en la Historia del Movimiento Minero y la Minería del Estaño 1900–2010 (ісп.). La Paz: Plural Editores; Departamento de Investigación Postgrado e Interacción Social; Instituto de Estudios Bolivianos.